# Druskininkai
Druskininkai (česky také: Druskininky) je lázeňské město na jihu Litvy, na soutoku řek Němen a Ratnyčia, nedaleko od hranic s Běloruskem, 60 km na jih od krajského města Alytus. Zároveň je to okresní město v Alytuském kraji. Jsou to největší a nejstarší (od roku 1794) balneologické, bahenní a klimatické lázně v Litvě. Staré město v Druskininkách je městská památková rezervace.

## Lázně

### Dějiny lázní
Ještě v 18. století slané minerální vody v Druskininkách začal pro léčebné účely používat místní lékař P. Sūrutis. Ve velkých džberech ohříval slanou vodu zřídel a potom „rozlitou do malých lahviček, tou vodou léčil nemocné“.
V roce 1789 město Druskininkai navštívil velkokníže litevský Stanislav Poniatowský. Podle jeho nařízení dvorní lékař začal zkoumat léčivé vlastnosti minerálních vod. Lázně byly založeny 20. června 1794, kdy Stanislav August město Druskininkai prohlásil za léčebné místo. Jsou to první a největší lázně v Litvě. Ale reálně se skutečnými lázněmi staly až po roce 1835, a to poté, co profesor Vilniuské univerzity I. Fonberg provedl analýzu chemického složení minerálních vod. Poté již následovalo otevření prvního sanatoria (s 12 vanami) v roce 1838. V roce 1843 se zde léčilo již 2000 pacientů ročně a koncem 19. století kolem 5000 pacientů ročně.

### Lázeňské objekty a sanatoria
- Sanatoria
  - „Belorus“;
  - „Dainava“;
  - „Draugystė“;
  - „Eglė“;
  - „Lietuva“ (1973; architekti V. Balčiūnas, A. Paslaitis, A. Aronas, L. Raškauskas a další);
  - „Nemunas“ (1970; architekti E. Tamoševičius a P. Adomaitis);
  - „Saulutė“ (dětské rehabilitační sanatorium);
  - „Sūrutis“;
- léčebné a oddychové středisko „SPA Vilnius“ (v roce 1976 jako sanatorium „Vilnius“; architekti A. Šilinskas a R. Šilinskas);
- léčebna (gydykla) v Druskininkách.

#### Aquapark

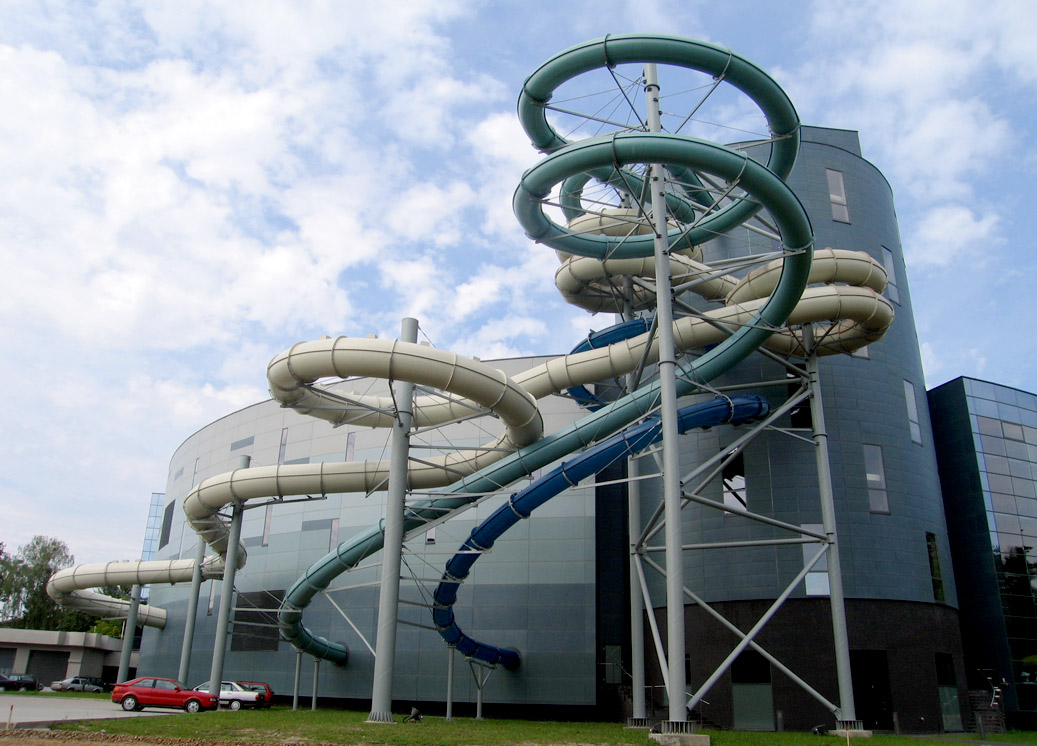
Aquapark v Druskininkách

26. prosince 2006 byl otevřen akvapark (Akvaparkas) na místě bývalé balneologicko-fyzioterapeutické léčebny, postavené roku 1980 (architekti A. Šilinskas a R. Šilinskas), rekonstrukce na aquapark: architekti K. Kisielius a V. Kančiauskas).

#### Lyžařská trasa
V srpnu 2011 byl otevřen komplexu lyžařských tras „Snoras Snow Arena“.

### Další objekty a akce
Ve městě je množství hotelů, čtyřhvězdičkový kempink, různé ubytovny a domy oddechu, 11 usedlostí vesnické ekoturistiky, středisko volného času „Sūkurys“, sportovní centrum. V létě se v Druskininkách konají divadelní festivaly a hudební a písničkářské bienále.

## Významné osobnosti, spjaté s městem
- V letech 1877 – 1889 v Druskininkách bydlel litevský malíř a skladatel Mikalojus Konstantinas Čiurlionis (1875–1911). Až do roku 1910 zde trávil své letní prázdniny. Ve městě je jeho muzeum a dva památníky.
- V Druskininkách zemřel Generální tajemník ÚV Komunistické strany Litevské SSR Antanas Sniečkus (1974).

## Čestní občané města
- Antanas Dambrauskas
- Elena Kvaraciejienė
- Elena Kriaučiūnaitė
- Vytautas Kazimieras Jonynas
- Petras Viščinis
- Konstantinas Gajauskas
- Adelbertas Nedzelskis
- Justinas Karosas
- Algirdas Valavičius

## Partnerská města
| Město                | Znak                  | Stát       |
| -------------------- | --------------------- | ---------- |
| Moorhead (Minnesota) |                       | USA        |
| Voorschoten          | Znak Voorschotenu     | Nizozemsko |
| Elbląg               | Znak Elblagu          | Polsko     |
| Augustów             | Znak Augustówa        | Polsko     |
| Strzelce Opolskie    | Znak Strzelc Oplskich | Polsko     |